# Мы, живые
«Мы, живые» (англ. We the Living) — первый роман Айн Рэнд. Опубликован в 1936 году в США. Продано более 3 млн экземпляров. Роман стал первым публичным выступлением писательницы против коммунизма.
В центре повествования — ежедневная борьба личности против тирании тоталитарного государства. Роман описывает отношения трёх молодых людей, которые пытаются достичь своих жизненных целей в условиях послереволюционной России. Это главная героиня Кира и двое её знакомых: Лео — выходец из аристократической семьи, и Андрей — идейный коммунист и одновременно сотрудник ГПУ. Кира стремится достичь независимости, несмотря на постоянный голод и бедность, Лео задавлен репрессиями пролетарского государства, а Андрей пытается помочь Кире, используя своё служебное положение чекиста.

## История написания
Айн Рэнд (Алиса Зиновьевна Розенбаум) родилась в Санкт-Петербурге в семье фармацевта. После установления в России советской власти решила бежать из РСФСР на Запад. Такая возможность предоставилась в 1925 году, когда Алиса Розенбаум получила выездную визу для поездки на учёбу в США. Назад она не вернулась, став невозвращенцем. По словам Алисы на прощание родственники и знакомые просили её рассказать за границей «правду о тяжёлой жизни в СССР»:
Если они спросят тебя в Америке — скажи им, что Россия — это огромное кладбище и что все мы медленно погибаем.
Роман «Мы, живые» стал исполнением этой просьбы. Сама Айн Рэнд писала о книге:
Идеологически я сказала точно то, что хотела, и у меня не было трудностей в выражении моих идей. Я хотела написать роман о Человеке против Государства. Я хотела показать в качестве основной темы величайшую ценность человеческой жизни и аморальность отношения к людям, как к жертвенным животным, и управления ими с помощью физической силы. Мне это удалось.
Что касается автобиографической природы романа, Айн Рэнд отмечала, что «это автобиография не в буквальном, а лишь в интеллектуальном смысле. Сюжет придуман, а исторический фон — нет… Я родилась в России, получила образование при Советах, я видела условия жизни, которые описала… Конкретные события жизни Киры не совпадают с моими, а её идеи, убеждения и ценности — да».

## История издания
Вышедший в 1936 году роман не имел коммерческого успеха. Первый тираж составил 3000 экземпляров. Гонорар Рэнд от первого американского издания — $100. «Мы, живые» был также издан в Великобритании издательством Cassell в 1937 году..
Когда роман Айн Рэнд «Атлант расправил плечи» стал бестселлером, Random House решило переиздать «Мы, живые». При подготовке нового издания Рэнд внесла в текст изменения. Автор утверждала, что изменения минимальны. Однако, как замечает исследователь творчества Рэнд Мими Р. Гладштейн, «у некоторых читателей обоих вариантов возник вопрос, что автор понимает под „минимальным“».
Сегодня первое издание — библиографическая редкость. Популярность получил именно исправленный вариант романа — к 2004 году было распродано более 3 млн экземпляров.

## Сюжет
Действие романа происходит в послереволюционной России в 1922—1925 годах. Главная героиня романа — Кира Аргунова — младшая дочь в буржуазной семье. Будучи человеком с независимым характером, Кира сопротивляется всем попыткам стандартизации как со стороны семьи, так и советского государства. Рассказ начинается в момент возвращения семьи в Петроград после окончания гражданской войны. Текстильная фабрика, принадлежавшая отцу Киры, была отобрана государством. Семье предстоит искать средства к существованию. Ситуация осложняется тем, что дом, в котором семья жила до революции, был также реквизирован. Семья сначала поселяется у родственников, а затем находит съёмное жильё.
Жизнь в советской России жестока и сурова, особенно по отношению к представителям социальных групп, которые в РСФСР попадали в категорию так называемых лишенцев. Частные предприятия находятся под строгим контролем государства, и право на собственное дело предоставляется лишь тем, кто пользуется доверием новой власти. Свободная торговля продовольствием запрещена. Еду можно покупать лишь в государственных магазинах по специальным талонам, известным в СССР как «карточки». Карточки выдаются государством и только рабочим государственных предприятий, служащим госучреждений или студентам государственных вузов. Вся семья героини живёт на выданные ей, как студентке, карточки.
Жизнь полна самых неожиданных трудностей. Автор даёт красочные описания длинных унылых очередей, усталых и раздражённых советских граждан и общей разрухи. Из-за отсутствия угля и дров для приготовления еды используются не обычные кухонные плиты, а походные керосиновые горелки, которые в быту называют «примусами».
Героине удается получить «трудовую книжку», необходимую для устройства на работу или учёбу. Кира поступает на учёбу в Технологический институт, рассчитывая исполнить свою мечту о карьере инженера. Она мечтает бросить вызов мужчинам и стать конструктором мостов. Став инженером, героиня надеется найти для себя место в обществе. В институте Кира знакомится с Андреем Тагановым — студентом-коммунистом и одновременно сотрудником ГПУ. Они сближаются на почве взаимного уважения, несмотря на различие в политических взглядах. Андрей и Кира становятся друзьями.
Из-за «непролетарского» происхождения Киру отчисляют из института. Некогда гордый Лео превращается в замкнутого циника, для которого любовь Киры становится обузой. Для того чтобы получить помощь для больного Лео, Кира отдается чекисту Андрею. В конце концов даже Андрей начинает понимать, что правда на стороне Киры и Лео, и что никакая общественная цель не может быть оправданием притеснения свободы и прав отдельных людей.

## Экранизация
Первые экранизации романа были сделаны в фашистской Италии при Муссолини: двухсерийный фильм «Noi Vivi» и «Addio, Kira» (1942). Экранизации были сделаны без ведома и разрешения автора романа. Главные роли исполнили яркие молодые актёры — Алида Валли (Кира) и Росано Брацци (Лео). В роли чекиста Андрея снялся Фоско Джакетти — звезда итальянского кино 40-х годов с амплуа несгибаемого фашиста. Режиссёр — Гоффредо Алессандрини. Фильм был выпущен на экраны только в целях пропаганды. Ленты имели проблемы с цензурой, но в конце концов были пропущены на экран как критикующие советский строй.  Но, как оказалось, работа итальянского режиссёра вызвала противоположный эффект: фильмы имели большой успех, поскольку публика усмотрела в них критику не только советского коммунизма, но и итальянского фашизма. В результате киноленту сняли с проката и уничтожили все копии кроме одной. Она сохранилась благодаря члену съёмочной группы, спрятавшему плёнку в собственном гараже.
В 1960-х годах усилиями адвокатов Айн Рэнд копии фильмов были найдены и подверглись небольшой переделке. Версия, одобренная автором, вышла в прокат под названием «We the Living» в 1986 году.

## Историческая актуальность
Сразу после выхода в США книга была быстро забыта, отчасти из-за того, что критическое изображение социализма в СССР не устраивало американских образованных читателей того времени (признание получил лишь второй роман Рэнд — «Источник»). Однако перевод на итальянский расходился хорошо и выдержал два издания. Правительство Муссолини считало роман полезным, поскольку он критиковал коммунизм, хотя сама писательница считала, что правам личности угрожают в равной степени как фашизм, так и коммунизм.
В 2009 году фильм «Noi Vivi» был заново выпущен на DVD. В этой связи Кэти Юнг в журнале «Forbes» отметила возрождение в некоторой степени интереса к творчеству Айн Рэнд в США, основанное, в частности, на мнении, что предостережения Рэнд о «ползучем социализме» обретают актуальность при администрации президента Обамы.

## Издания
Первое издание
Ayn Rand. We the Living. — USA: Macmillan, 1936. — ISBN 978-0451187840.
Второе издание, изменённое и дополненное
Ayn Rand. We the Living. — USA: Random House (NY), 1959. — ISBN 0394451244.
Издания на русском языке
- Эйн Рэнд. Мы — живые = We the Living. — СПб.: Призма-15, 1993. — 544 с. — ISBN 5-7201-0012-1.

- Айн Рэнд. Мы живые = We the Living. — СПб.: «Невская перспектива», 2006. — 496 с. — ISBN 5-7198-0132-4.

- Айн Рэнд. Мы живые = We the Living. — М.: «Альпина Паблишер», 2011. — 480 с. — ISBN 978-5-9614-1752-4.